# Благоя Ристески
Благоя Ристески, известен като Платнар (на македонска литературна норма: Благоја Ристески - Платнар), е драматург, поет и писател от Република Македония.

## Биография
Роден е в Прилеп в 1949 година. Завършва Философския факултет на Скопския университет в 1975 година. Пише на исторически и политически македонски тематики, като в стиховете си използва често архаичен език. Умира в 2004 година.

## Творчество
Пиеси
- Carcinoma mamae (1982);
- Спиро Црне (1989);
- Арсениј (1993);
- Ибро јаране (1994);
- Летни Силјане (1994);
- Лепа Ангелина (1995);
- Венко (1998).

Носител е на награда за най-добър драматичен текст на Македонския театрален фестивал „Войдан Чернодрински“ – Прилеп, за текстовете „Спиро Црне“ (1989) и „Лепа Ангелина“ (1996). Драмите му са превеждани и играни на английски, чешки, полски, руски, френски, румънски, сръбски, словенски и турски. Адаптиран е и на книжовен български език и поставян в България.